# Clubiona nigromaculosa
Clubiona nigromaculosa là một loài nhện trong họ Clubionidae.
Loài này thuộc chi Clubiona. Clubiona nigromaculosa được John Blackwall miêu tả năm 1877.